# Achille Millo
Achille Millo, seudónimo de Achille Scognamillo (Nápoles, 25 de noviembre de 1921 – Roma, 18 de octubre de 2006), fue un actor teatral, cinematográfico y televisivo italiano.

## Biografía
No llegó a completar los estudios de medicina, decidiendo emprender la carrera teatral. Formado en la escuela napolitana, debutó como actor teatral en 1945, con la Compañía De Sica-Gioi-Stoppa-Cortese en la obra Catene (dirigida por Ettore Giannini), revelándose ese mismo año como protagonista masculino de Frenesia, pieza en la que trabajaba junto a su maestra Wanda Capodaglio.
Tras haber trabajado en la formación Pagnani-Ninchi, en la Compañía del Istituto del Dramma Italiano, y en la Ricci-Magnani, fue contratado por Luchino Visconti para hacer un pequeño papel en la representación teatral en Roma de Crimen y castigo, trabajando como ayudante de dirección del realizador durante dos años.
En 1947-48 consiguió su primer gran éxito con N.N., de Leopoldo Trieste. Posteriormente fue dirigido por Giorgio Strehler (en el Piccolo Teatro di Milano en 1954), Eduardo De Filippo (que escribió en 1957 para él De Pretore Vincenzo) y Vittorio De Sica.
Actor seguro y de temperamento versátil, no consiguió grandes satisfacciones con el cine, pero consiguió notables interpretaciones televisivas, con personajes que abarcaban desde seductores hasta malvados. Entre sus más importantes actuaciones se pueden recordar Questa mia donna (1958), L'esca (1958), o Il borghese gentiluomo (1959).
También actuó en las adaptaciones para la pequeña pantalla de L'Alfiere (1956), El sueño del tío (1956), Tessa la ninfa fedele (1957), Los miserables (1964), El conde de Montecristo (1966) y Il marchese di Roccaverdina (1972), su mejor trabajo televisivo.
En 1960 dobló a Alain Delon en la película Rocco y sus hermanos, de Luchino Visconti.
Su concepto teatral tuvo un punto de inflexión gracias a la radio, con la que descubrió la poesía: fue el vencedor en 1965 de una prueba para elegir al mejor lector de una porción de la obra de Dante Alighieri La Divina Comedia. Ello supuso el inicio de una intensa actividad radiofónica, con 300 emisiones dedicadas a la poesía (Poesia nel mondo, 1969), a las que se sumó el teatro radiofónico (de La heredera, de Ruth Goetz y Augustus Goetz, con Renzo Ricci y Eva Magni, 1951, a Il mattatoio, de Giorgio Pressburger, 1967) y varios otros programas (Voi ed io, 1971).
Entre sus trabajos teatrales se recuerda el llevado a cabo en Io, Raffaele Viviani, escrito con Antonio Ghirelli, espectáculo que dirigía Millo y en el que actuó junto a su esposa, Marina Pagano y a Antonio Casagrande y Franco Acampora. El espectáculo se representó por vez primera en 1970, y en 1979 se llevó a escena en el Metropolitan de Nueva York.
Achille Millo falleció en Roma, en el Hospital San Filippo Neri, en 2006. Sus restos fueron incinerados, y las cenizas depositadas junta a las de su esposa en el Cementerio Flaminio de Roma.

## Radio
- Le 99 disgrazie di Pulcinella, de Lorenzo y Ugo Bosco, con Achille Millo, Gennaro Di Napoli y Aldo Giuffrè. Dirección de Francesco Rosi, 1956.

## Televisión
- El burgués gentilhombre, de Molière, con Massimo De Francovich, Achille Millo y Antonio Pierfederici. Dirección de Giacomo Vaccari, 1959.
- Un istante prima, con Gianni Mantesi, Valentina Fortunato y Achille Millo. Dirección de Alessandro Fersen, 1959.
- Odette, de Victorien Sardou, con Luisa Rivelli, Nicoletta Rizzi y Achille Millo. Dirección de Giacomo Vaccari, 1960.
- Il cappello del prete, de Emilio De Marchi, dirección de Sandro Bolchi, con Luigi Vannucchi (1970).
- La danza de la muerte, de August Strindberg, con Lilla Brignone y Gianni Santuccio (1971)
- La ragione degli altri, de Luigi Pirandello, con Maddalena Crippa, Lina Sastri y Remo Girone (1985)

## Filmografía
- Un giorno nella vita, de Alessandro Blasetti (1945)
- Le modelle di via Margutta, de Giuseppe Maria Scotese (1946)
- Il fiacre n. 13, de Mario Mattoli (1947)
- Vento d'Africa, de Anton Giulio Majano (1949)
- Il caimano del Piave, de Giorgio Bianchi (1950)
- Terra senza tempo, de Silvestro Prestifilippo (1950)
- Carne inquieta, de Silvestro Prestifilippo y Carlo Musso (1952)
- Il tenente Giorgio, de Raffaello Matarazzo (1952)
- Melodie immortali - Mascagni, de Giacomo Gentilomo (1952)
- Canzoni di mezzo secolo, de Domenico Paolella (1952)
- Carrusel napolitano, de Ettore Giannini (1954)
- Mano di velluto, de Ettore Fecchi (1967)